# Szatmár megye természetvédelmi területeinek listája
Szatmár megye természetvédelmi területeinek listája azokat a természetvédelmi területeket tartalmazza, amelyek a romániai Szatmár megyében találhatóak, és országos jelentőségűnek minősülnek az 5/2000 számú törvény értelmében.
| Kód       | Kép                                 | Magyar elnevezés                   | Román elnevezés               | Helység                                            | IUCN- kategória | Típus        | Terület (ha) |
| --------- | ----------------------------------- | ---------------------------------- | ----------------------------- | -------------------------------------------------- | --------------- | ------------ | ------------ |
| RONPA0601 |                                     | Comja-i Fenyőerdő Rezervátum       | Pădurea cu pini Comja         | Ráksa                                              | IV              | erdővédelmi  | 0,50         |
| RONPA0693 |                                     | Csanálosi Kőris Erdő Rezervátum    | Pădurea de frasini Urziceni   | Csanálos község                                    | IV              | erdővédelmi  | 38           |
| RONPA0694 |                                     | Mezőfényi homokdűnék               | Dunele de nisip Foieni        | Mezőfény                                           | IV              | botanikai    | 10           |
| RONPA0695 |                                     | Dagadólápok az Avas-hegységben     | Tinoavele din Munții Oaș      | Komorzán                                           | IV              | botanikai    | 3,70         |
| RONPA0696 |                                     | Szaniszlói Vermes-mocsár           | Mlaștina Vermeș               | Szaniszló község                                   | IV              | botanikai    | 10           |
| RONPA0697 |                                     | Túr-menti Természetvédelmi Terület | Cursul inferior al Râului Tur | Kányaháza község, Túrterebes község, Mikola község | IV              | vegyes       | 43 6 212     |
| RONPA0698 |                                     | Runk-erdő                          | Pădurea Runc                  | Barlafalu                                          | IV              | erdővédelmi  | 68,50        |
| VI.26     | 2151/2004-es számú Kormányhatározat | Kismajtényi Halastavak             | Heleșteele de la Moftinu Mic  | Kismajtény                                         | IV              | madárvédelmi | 125          |

## Fordítás
Ez a szócikk részben vagy egészben  a   Lista rezervaţiilor naturale din judeţul Satu Mare című román Wikipédia-szócikk ezen változatának fordításán alapul.  Az eredeti cikk szerkesztőit annak laptörténete sorolja fel. Ez a jelzés csupán a megfogalmazás eredetét és a szerzői jogokat jelzi, nem szolgál a cikkben szereplő információk forrásmegjelöléseként.